# بی‌وزنی (فیلم)
بی‌وزنی فیلمی به نویسندگی و کارگردانی مهدی فرد قادری و به تهیه‌کنندگی مرتضی شایسته محصول سال ۱۳۹۷ می‌باشد. این فیلم سینمایی، دومین فیلم بلند مهدی فرد قادری پس از «جاودانگی» است.
این فیلم در چندین جشنوارهٔ بین‌المللی در اروپا و آمریکا به نمایش در آمده است. این فیلم سینمایی در بهمن ماه ۱۳۹۸ اکران خود را در سینماهای ایران آغاز کرد اما تنها چند روز پس از آغاز اکران، سینماها به دلیل شیوع ویروس کرونا تعطیل شدند و اکران این فیلم هم متوقف گردید.

## داستان فیلم
فیلم قصه‌ای زنانه دارد و در یک شب عروسی و روز بعد از آن روایت می‌شود که داماد مراسم را ترک کرده است.

## ساختار فیلم
«بی‌وزنی» مبتنی بر پلان‌های طولانی ساخته شده‌است. مهدی فرد قادری نخستین فیلم بلند خود را با عنوان «جاودانگی» در یک پلان ۱۴۵ دقیقه‌ای بدون کات، کارگردانی کرد. 
«بی‌وزنی» دومین فیلم سینمایی این کارگردان تجربه گرا، با استفاده از نماهای طولانی و جابه‌جایی زمان روایت می‌شود.
مهدی فرد قادری در مصاحبه ای اعلام کرد این فیلم را متاثر از ادبیات رئالیسم جادویی و آثار گابریل گارسیا مارکز و خوان رولفو ساخته است.

## بازیگران
| بازیگر           | نقش      |
| ---------------- | -------- |
| امیرعلی دانایی   | پادرا    |
| بهاره کیان افشار | هلیا     |
| تینا پاکروان     | سحر      |
| نسیم ادبی        | مهرانگيز |
| جلال فاطمی       | عمو      |
| یاسر جعفری       | محمدرضا  |
| سپیده مرادپور    | ترنم     |

## جشنواره ها و جوایز
| سال  | جشنواره                                 | بخش              | نام برنده      | نتیجه |
| ---- | --------------------------------------- | ---------------- | -------------- | ----- |
| ۱۳۹۸ | جشنواره فیلم های ایرانی لندن «انگلستان» | بهترین فیلم      | مهدی فرد قادری | نامزد |
| ۱۳۹۸ | آکادمی کارولینای شمالی «آمریکا»         | بهترین کارگردانی | مهدی فرد قادری | برنده |
| ۱۳۹۸ | جشنواره بین المللی اینسولیتو «پرو»      | بهترین فیلم      | مهدی فرد قادری | برنده |
| ۱۳۹۸ | جشنواره بین المللی منار «بلغارستان»     | بهترین فیلم      | مهدی فرد قادری | نامزد |
| ۱۳۹۹ | جشنواره بین المللی ماراتن آتن «یونان»   | بهترین فیلم      | مهدی فرد قادری | برنده |
| ۱۳۹۹ | جشنواره بین المللی ایسکیا «ایتالیا»     | بهترین فیلم      | مهدی فرد قادری | نامزد |
| ۱۳۹۹ | جشنواره بین المللی سالنتو «ایتالیا»     | بهترین فیلم      | مهدی فرد قادری | نامزد |

## حادثه
مهدی ایل بیگی مدیر فیلمبرداری هنگام کار با پهپاد از ناحیه انگشت دچار آسیب شد. 